# Championnat de Bolivie de football 2001
Navigation
Saison précédente Saison suivante
La saison 2001 du Championnat de Bolivie de football est la vingt-septième édition du championnat de première division en Bolivie. Le championnat est scindé en deux tournois saisonniers dont les deux vainqueurs s'affrontent en finale pour le titre national.
C'est le club de Oriente Petrolero qui remporte la compétition cette saison après avoir battu Bolivar La Paz en finale nationale. C'est le troisième titre de champion de Bolivie de l'histoire du club, le premier depuis 1990.

## Qualifications continentales
Le club vainqueur du championnat se qualifie pour la prochaine édition de la Copa Libertadores accompagné par le club battu en finale nationale. Une troisième place est attribuée au vainqueur du barrage entre le finaliste du tournoi Ouverture et le deuxième de l'Hexagonal du tournoi Clôture. Enfin, les deux finalistes du championnat obtiennent leur billet pour la nouvelle compétition organisée par la CONMEBOL, la Copa Sudamericana.

## Les clubs participants
| - Jorge Wilstermann Cochabamba - Mariscal Braun - Oriente Petrolero - Bolivar La Paz - Club Blooming - Iberoamericana La Paz - Promu de Primera B | - Real Santa Cruz - Real Potosi - Unión Tarija - The Strongest La Paz - Club Independiente Petrolero - Club Deportivo Guabirá |

## Compétition
Le barème utilisé pour établir l'ensemble des classements est le suivant :
- Victoire : 3 points
- Match nul : 1 point
- Défaite : 0 point

### Tournoi Ouverture
| Rang | Équipe                        | Pts | J  | G  | N | P  | Bp | Bc | Diff |
| ---- | ----------------------------- | --- | -- | -- | - | -- | -- | -- | ---- |
| 1    | Bolívar La Paz                | 42  | 22 | 12 | 6 | 4  | 53 | 28 | +25  |
| 2    | Oriente Petrolero             | 42  | 22 | 13 | 3 | 6  | 48 | 31 | +17  |
| 3    | Club Blooming                 | 36  | 22 | 9  | 9 | 4  | 34 | 25 | +9   |
| 4    | The Strongest La Paz          | 34  | 22 | 10 | 4 | 8  | 42 | 34 | +8   |
| 5    | Jorge Wilstermann CochabambaT | 33  | 22 | 8  | 9 | 5  | 40 | 36 | +4   |
| 6    | Real Potosí                   | 31  | 22 | 8  | 7 | 7  | 33 | 34 | -1   |
| 7    | Unión Tarija                  | 30  | 22 | 9  | 3 | 10 | 27 | 34 | -7   |
| 8    | Club Independiente Petrolero  | 27  | 22 | 7  | 6 | 9  | 29 | 39 | -10  |
| 9    | Mariscal Braun                | 24  | 22 | 6  | 6 | 10 | 31 | 36 | -5   |
| 10   | Club Deportivo Guabirá        | 23  | 22 | 6  | 5 | 11 | 25 | 35 | -10  |
| 11   | Iberoamericana La PazP        | 20  | 22 | 5  | 5 | 12 | 37 | 47 | -10  |
| 12   | Real Santa Cruz               | 20  | 22 | 5  | 5 | 12 | 23 | 43 | -20  |

Barrage de tournoi :
| Équipe 1       | Résultat | Équipe 2          |
| -------------- | -------- | ----------------- |
| Bolivar La Paz | 1 - 0    | Oriente Petrolero |

### Tournoi Clôture

#### Première phase
| Rang | Équipe                        | Pts | J  | G | N | P | Bp | Bc | Diff |
| ---- | ----------------------------- | --- | -- | - | - | - | -- | -- | ---- |
| 1    | Bolívar La Paz                | 25  | 12 | 7 | 4 | 1 | 32 | 16 | +16  |
| 2    | Jorge Wilstermann CochabambaT | 18  | 12 | 5 | 3 | 4 | 19 | 19 | 0    |
| 3    | Mariscal Braun                | 18  | 12 | 4 | 3 | 5 | 19 | 22 | -3   |
| 4    | Real Santa Cruz               | 15  | 12 | 4 | 3 | 5 | 12 | 16 | -4   |
| 5    | Club Independiente Petrolero  | 14  | 12 | 3 | 5 | 4 | 16 | 24 | -8   |
| 6    | Club Blooming                 | 13  | 12 | 4 | 1 | 7 | 15 | 20 | -5   |

| Rang | Équipe                 | Pts | J  | G | N | P | Bp | Bc | Diff |
| ---- | ---------------------- | --- | -- | - | - | - | -- | -- | ---- |
| 1    | The Strongest La Paz   | 23  | 12 | 6 | 5 | 1 | 26 | 12 | +14  |
| 2    | Real Potosí            | 20  | 12 | 6 | 2 | 4 | 28 | 22 | +6   |
| 3    | Oriente Petrolero      | 16  | 12 | 4 | 4 | 4 | 22 | 16 | +6   |
| 4    | Club Deportivo Guabirá | 16  | 12 | 4 | 4 | 4 | 15 | 22 | -7   |
| 5    | Iberoamericana La PazP | 15  | 12 | 4 | 3 | 5 | 22 | 23 | -1   |
| 6    | Unión Tarija           | 6   | 12 | 1 | 3 | 8 | 17 | 31 | -14  |

- Real Santa Cruz ne peut participer à la seconde phase car il doit disputer le barrage de promotion-relégation (voir section "Relégation").

#### Seconde phase
| Rang | Équipe                        | Pts | J | G | N | P | Bp | Bc | Diff |
| ---- | ----------------------------- | --- | - | - | - | - | -- | -- | ---- |
| 1    | Oriente Petrolero             | 12  | 6 | 4 | 0 | 2 | 16 | 9  | +7   |
| 2    | Jorge Wilstermann CochabambaT | 12  | 6 | 4 | 0 | 2 | 15 | 9  | +6   |
| 3    | The Strongest La Paz          | 7   | 6 | 2 | 1 | 3 | 7  | 11 | -4   |
| 4    | Club Independiente Petrolero  | 4   | 6 | 1 | 1 | 4 | 6  | 15 | -9   |

| Rang | Équipe                 | Pts | J | G | N | P | Bp | Bc | Diff |
| ---- | ---------------------- | --- | - | - | - | - | -- | -- | ---- |
| 1    | Bolívar La Paz         | 12  | 6 | 4 | 0 | 2 | 15 | 7  | +8   |
| 2    | Real Potosí            | 10  | 6 | 3 | 1 | 2 | 12 | 11 | +1   |
| 3    | Mariscal Braun         | 9   | 6 | 3 | 0 | 3 | 9  | 9  | 0    |
| 4    | Club Deportivo Guabirá | 4   | 6 | 1 | 1 | 4 | 7  | 16 | -9   |

#### Cuadrangularfinal
| Rang | Équipe                       | Pts | J | G | N | P | Bp | Bc | Diff |
| ---- | ---------------------------- | --- | - | - | - | - | -- | -- | ---- |
| 1    | Oriente Petrolero            | 13  | 6 | 4 | 1 | 1 | 14 | 9  | +5   |
| 2    | Real Potosí                  | 8   | 6 | 2 | 2 | 2 | 13 | 15 | -2   |
| 3    | Bolívar La Paz               | 6   | 6 | 1 | 3 | 2 | 8  | 9  | -1   |
| 4    | Jorge Wilstermann Cochabamba | 5   | 6 | 1 | 2 | 3 | 7  | 9  | -2   |

- Real Potosi est directement qualifié pour la Copa Libertadores car le club deuxième du tournoi Ouverture est Oriente Petrolero, vainqueur du tournoi Clôture.

### Finale du championnat
| Équipe 1       | Résultat | Équipe 2          | Aller | Retour | Appui |
| -------------- | -------- | ----------------- | ----- | ------ | ----- |
| Bolivar La Paz | 7 - 7    | Oriente Petrolero | 4 - 1 | 3 - 4  | 0 - 2 |

### Relégation
Un classement sur l'ensemble des deux phases régulières de la saison est réalisé. Les deux derniers s'affrontente en barrage de relégation : le perdant est directement relégué tandis que le vainqueur doit disputer un barrage de promotion-relégation face au deuxième du Torneo Simon Bolivar, la deuxième division bolivienne.
| Rang | Équipe                        | Pts | J  | G  | N  | P  | Bp | Bc | Diff |
| ---- | ----------------------------- | --- | -- | -- | -- | -- | -- | -- | ---- |
| 1    | Bolivar La Paz                | 67  | 34 | 19 | 10 | 5  | 85 | 44 | +41  |
| 2    | Oriente Petrolero             | 58  | 34 | 17 | 7  | 10 | 70 | 47 | +23  |
| 3    | The Strongest La Paz          | 57  | 34 | 16 | 9  | 9  | 68 | 46 | +22  |
| 4    | Real Potosi                   | 51  | 34 | 14 | 9  | 11 | 61 | 56 | +5   |
| 5    | Jorge Wilstermann CochabambaT | 51  | 34 | 13 | 12 | 9  | 59 | 55 | +4   |
| 6    | Club Blooming                 | 49  | 34 | 13 | 10 | 11 | 49 | 45 | +4   |
| 7    | Club Independiente Petrolero  | 41  | 34 | 10 | 11 | 13 | 45 | 63 | -18  |
| 8    | Mariscal Braun                | 39  | 34 | 10 | 9  | 15 | 50 | 58 | -8   |
| 9    | Club Deportivo Guabirá        | 39  | 34 | 10 | 9  | 15 | 40 | 57 | -17  |
| 10   | Unión Tarija                  | 36  | 34 | 10 | 6  | 18 | 44 | 65 | -21  |
| 11   | Iberoameicana La PazP         | 35  | 34 | 9  | 8  | 17 | 59 | 70 | -11  |
| 12   | Real Santa Cruz               | 35  | 34 | 9  | 8  | 17 | 35 | 59 | -24  |

#### Barrage de relégation
| Équipe 1              | Résultat | Équipe 2        |
| --------------------- | -------- | --------------- |
| Iberoamericana La Paz | 3 - 1    | Real Santa Cruz |

#### Barrage de promotion-relégation
| Équipe 1                   | Résultat | Équipe 2                  | Aller | retour |
| -------------------------- | -------- | ------------------------- | ----- | ------ |
| Iberoamericana La Paz (D1) | 7 - 3    | (D2) Primero de Mayo Beni | 6 - 0 | 1 - 3  |

## Bilan de la saison
| Championnat de Bolivie de football 2001 |                              |
| Champion                                | Oriente Petrolero (3e titre) |
| Qualifications continentales            |                              |
| Copa Libertadores 2002                  | Oriente Petrolero            |
| Copa Libertadores 2002                  | Bolivar La Paz               |
| Copa Libertadores 2002                  | Real Potosi                  |
| Copa Sudamericana 2002                  | Oriente Petrolero            |
| Copa Sudamericana 2002                  | Bolivar La Paz               |
| Promotions et relégations               |                              |
| Promus en Primera A                     | San José Oruro               |
| Relégués en Torneo Simon Bolívar        | Real Santa Cruz              |